# Salwar kamiz
Salwar kamiz (lub szalwar kamiz – hindi, सलवार क़मीज़ urdu شلوار قمیض) – tradycyjny strój noszony w Azji (w Afganistanie, Pakistanie, Bangladeszu, Nepalu, Indiach) składający się z "salwar" – workowatych, zwężonych na dole  spodni (szarawarów), oraz "kamiz" – luźnej koszuli (tuniki). Dodatkowo kobiety noszą  dupattę – szal zarzucony na szyję, ramiona i ewentualnie na głowę. Koszulę dla mężczyzn nazywa się też kurtą.
Słowo salwar pochodzi z perskiego, kamiz pochodzi z arabskiego qamis.

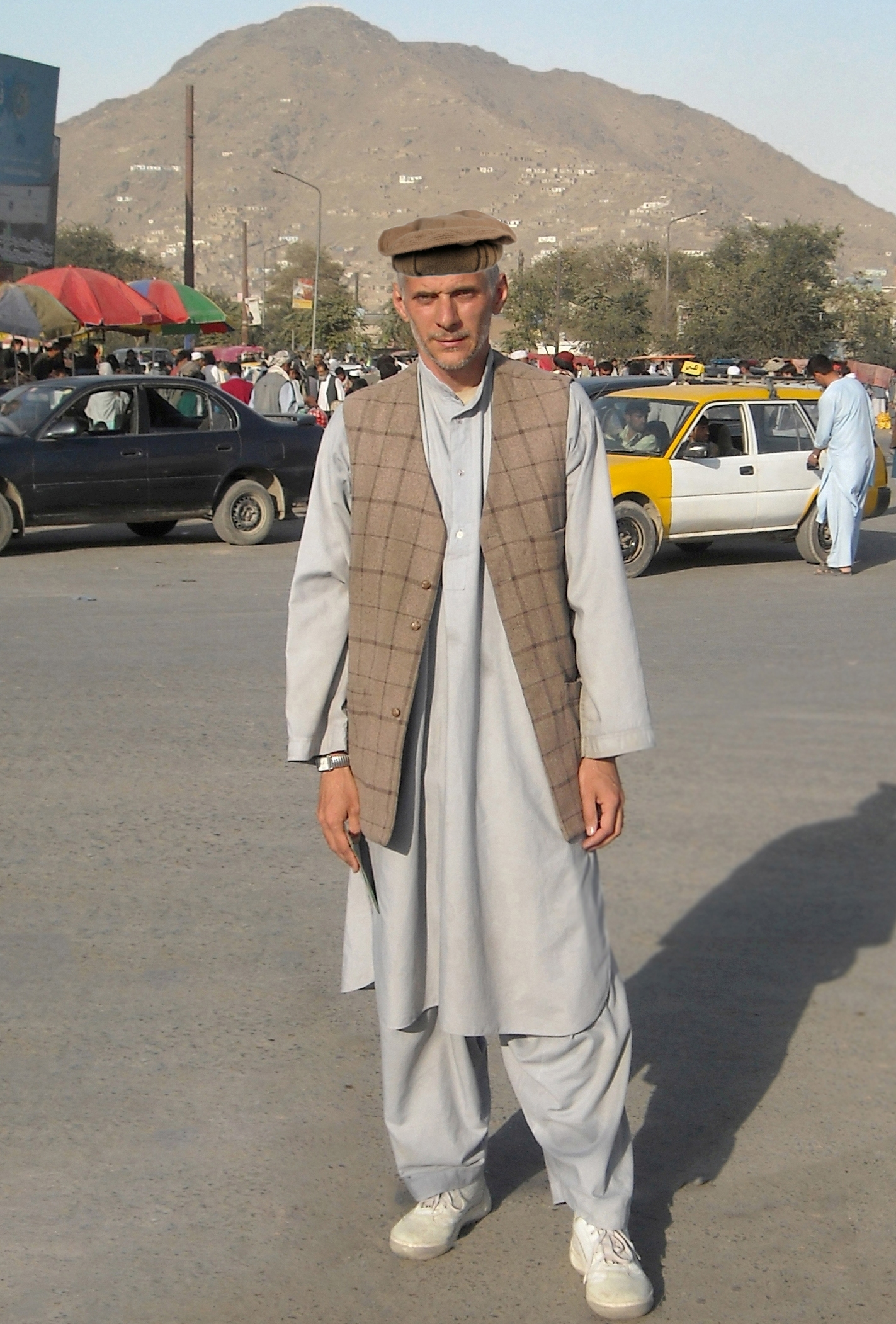
Mężczyzna ubrany w salwar kamiz w Afganistanie
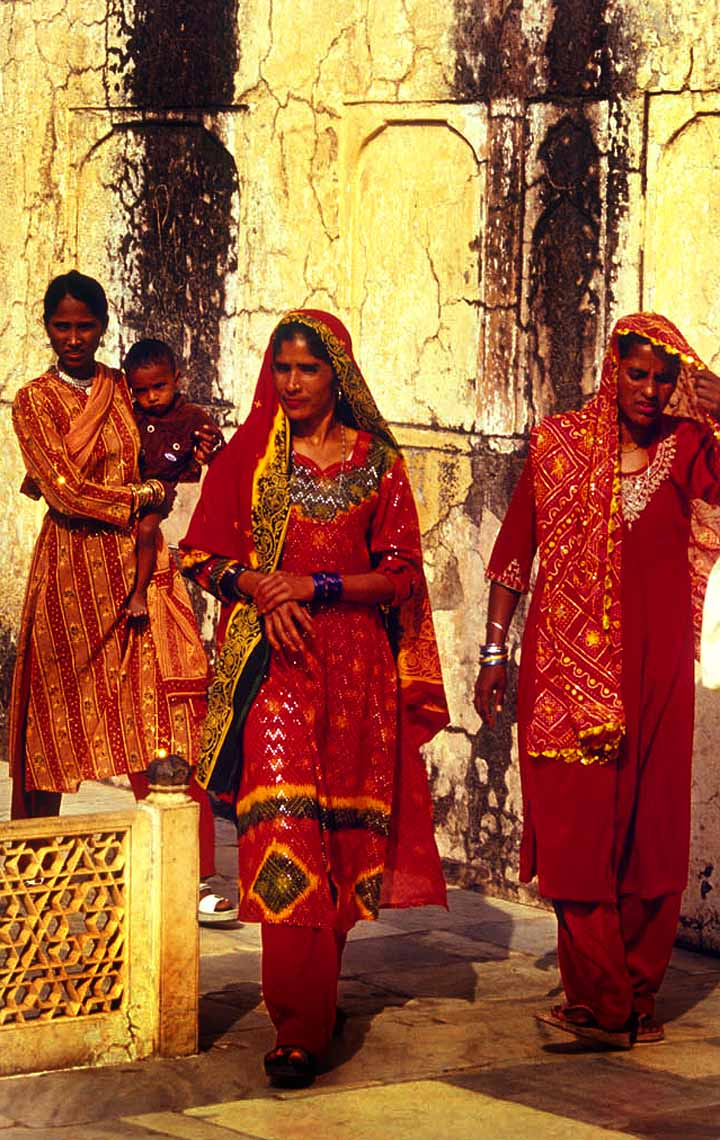
Kobiety ubrane w salwar kamiz w Indiach